# Ибрахим Инал
Ибрахим Инал ( умер 1060 г.) — военачальник Сельджуков и сводный брат (по материнской линии) султана Тугрул-бека и вождя Огузского племени Кынык Чагры-бека. Форма Инал — титул древнего турецкого правителя, который также упоминался в форме Инал-Тегин с начала X века.

## Биография
Ибрахим Инал был лидером группы туркменских воинов, которую некоторые историки называли Иналиан. Группа действовала независимо от людей Тугрула и Чагры. Она сражалась с Газневидами в Хорасане и завоевала Мерв. Другие Сельджуки продолжали расширяться на запад и сражались с Буидами и Какуидами. Ибрахим Инал завоевал Йезд в 1041 году и вторгся в Джибал, где разграбил города Хамадан и Боруджерд. Он также предпринял военные походы на территорию Византии. Он разграбил внутренние районы Трапезунда и Иберии. Эрзурум — богатый и важный Византийский город — был разграблен и большей частью сожжен. Армия Византийцев, их Вассалов и Грузин преследовала Ибрахима Инала, но он смог выиграть битву в 1047 году. Позже Ибрахим командовал успешным набегом на восточные провинции Византийской империи, кульминацией которого стала битва при Пасильере в сентябре 1048 года. Арабский хронист Ибн аль-Асир сообщает, что он вернул 100 000 пленников и огромную добычу, нагруженную на спины десяти тысяч верблюдов. Когда Сельджуки, которыми правили Тогрул и Чагры, основали Султанат в 1040 году, Ибрахим Инал получил низкое положение при султанском дворе, которое он не хотел принимать. До этого Сельджуки всегда принимали решения и политику внутри правящей семьи. Но теперь султан решал единолично, что вызывало неудовольствие некоторых Вельмож. Ибрахим Инал получил Йезд и Абаркух в качестве вотчины. Вскоре в 1058 году он и два его племянника открыто восстали против правителя. Восстание было подавлено, а Ибрахим Инал был взят в плен и задушен собственным братом султаном Тогрулом в Багдаде. По словам Владимира Минорского, династия Иналидов, правившая Диярбакыром в 12 веке, могла происходить от Ибрахима Инала.